# Sanglier-enseigne de Soulac-sur-Mer

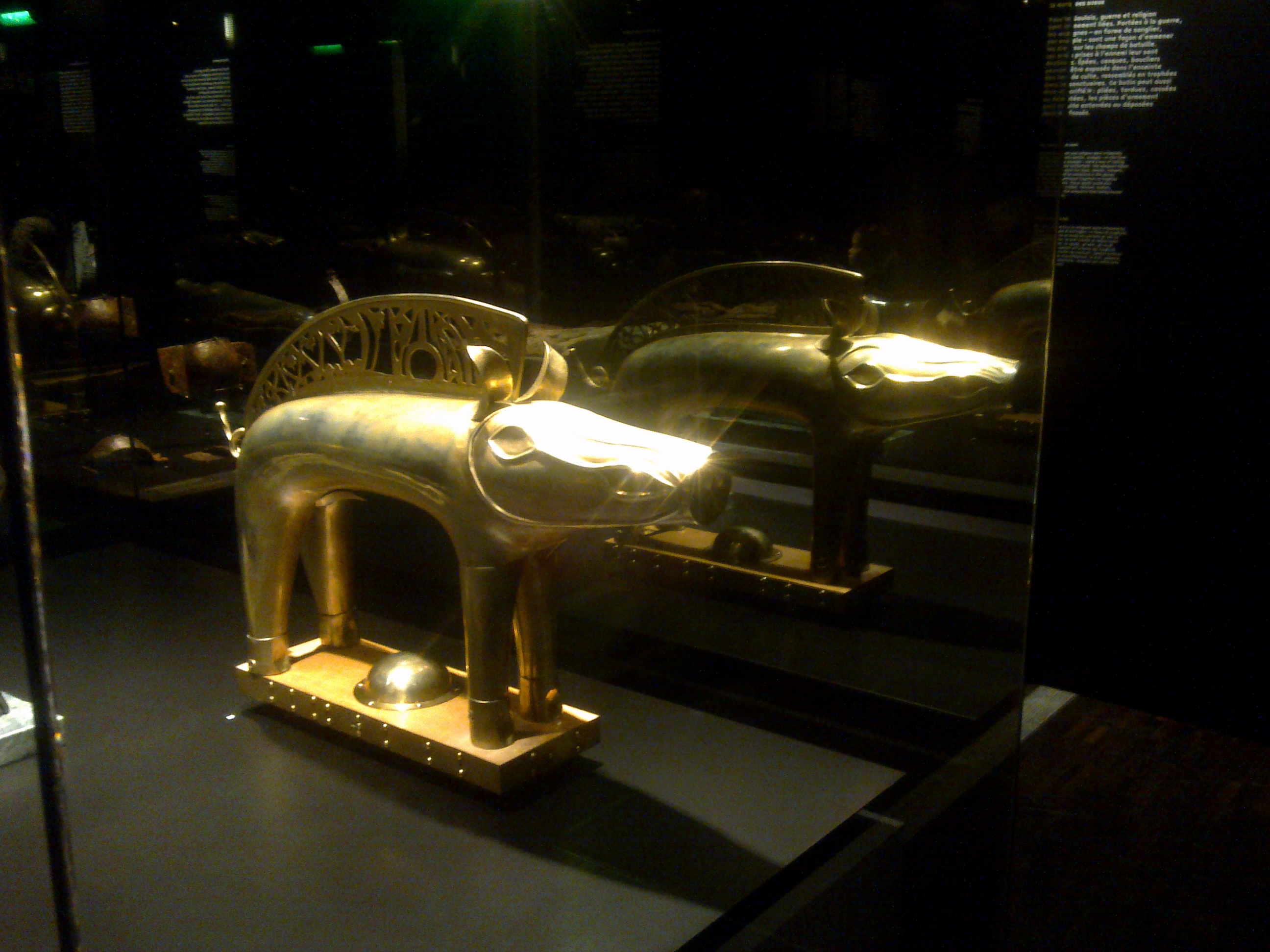
L'enseigne gauloise de Soulac-sur-Mer.

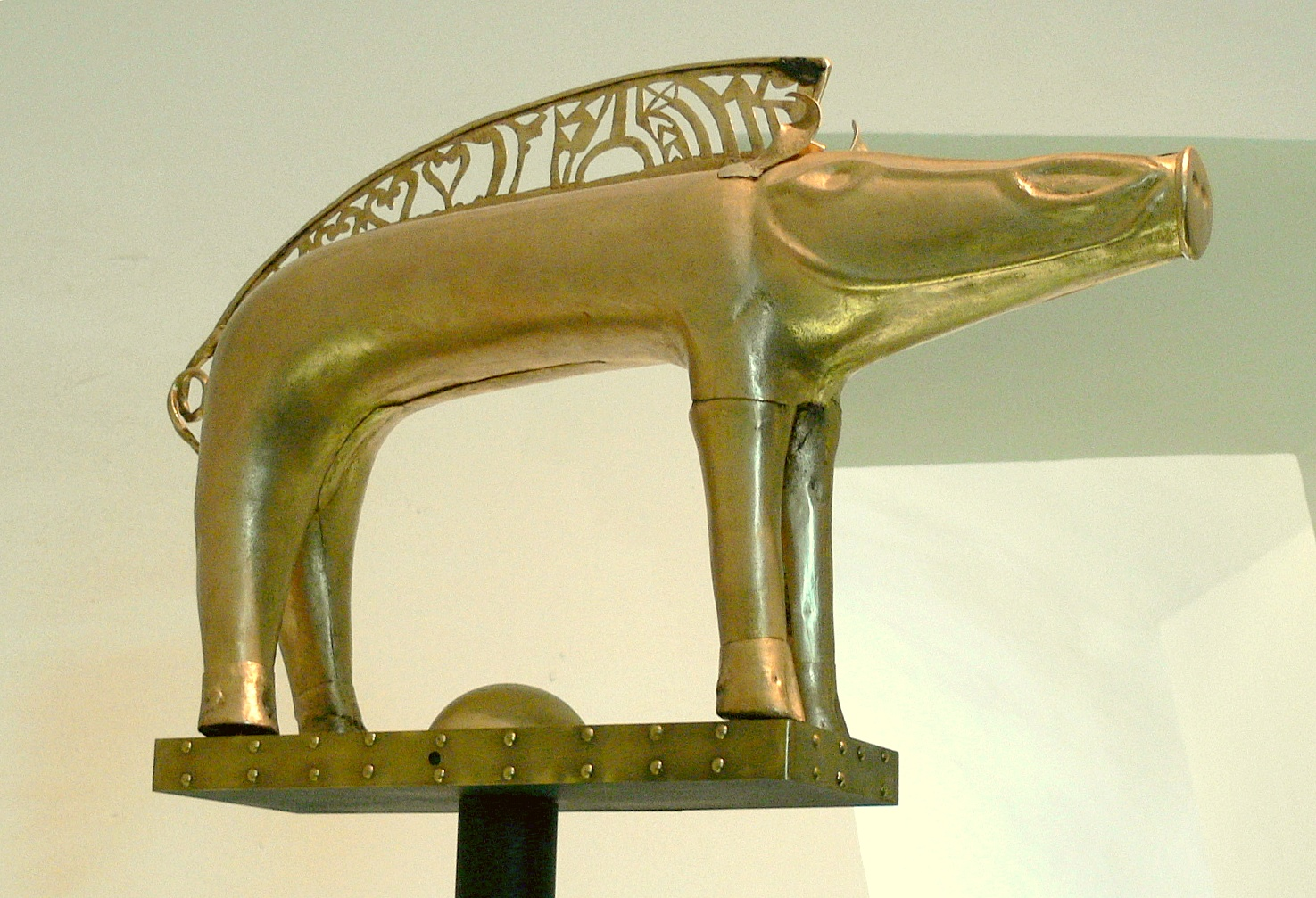
Une réplique présentée au musée de Salzbourg.

Le sanglier-enseigne de Soulac-sur-Mer est une représentation stylisée gauloise d'un sanglier en tôles de laiton dont la fonction devait être l'enseigne d'une tribu ou un étendard de guerre. C'est un exceptionnel objet représentatif de l'art celtique.

## Découverte
C'est fortuitement, en décembre 1989 que l'enseigne a été découverte sur l'estran de la plage de l'Amélie, à Soulac-sur-Mer en Gironde, encore enterrée sous une couche de 30 cm d'argile érodée par la mer. À l'époque gauloise, la côte atlantique était située bien plus à l'ouest, au-delà du banc des olives visible de nos jours.
Le sanglier était démonté et soigneusement déposé sur le flanc, les plus petites parties regroupées dans les deux coques latérales plus importantes. Il apparaît donc que c'est volontairement qu'il a été enfoui, sans doute pour un dépôt rituel dont le but nous échappe.

## Description
Le sanglier-enseigne est réalisé en tôles de laiton mises en forme et assemblées par emboitage. Il fait, dans sa plus grande longueur 55 cm, et est complet à l'exception d'une oreille. Il était présenté sur un socle sans doute en bois dont on a retrouvé l'entourage et fixé au bout d'une hampe. Deux coques principales latérales comportaient la demi-tête, le flanc et la patte arrière. Les pattes avant, la queue, le sexe, la crête et les oreilles étaient rapportés.
Découvert hors contexte stratigraphique et isolé, sa datation est effectuée par des éléments stylistiques, elle le place à la fin de l'époque de l'indépendance gauloise, au Ier siècle av. J.-C.. César, dans La Guerre des Gaules, dit qu'il a reçu 73 enseignes gauloises après la défaite d'Alésia.
C'est un objet exceptionnel qui nous est parvenu en très bon état ; on ne connaît que 4 ou 5 autres exemples de cette forme d'enseigne caractéristique des tribus gauloises, notamment à Neuvy-en-Sullias et Corent. Une enseigne-sanglier similaire a été découverte à Ilonse, dans le département des Alpes-Maritimes, et se trouve conservée au Musée archéologique de Nice-Cimiez. Le territoire de Soulac dépendait de la cité des Bituriges Vivisques (province d'Aquitaine depuis Auguste), la région pourrait avoir vu la cohabitation de deux peuples, les Médules et les Bituriges Vivisques.
Il est présenté au musée d'art et d'archéologie de Soulac-sur-Mer, démonté comme il a été trouvé pour reproduire le rituel du culte dont il a fait l'objet aux côtés d'une réplique remontée, fabriquée par galvanoplastie par le  musée central romain-germanique (Römisch-Germanisches Zentralmuseum) de Mayence, qui le montre dans son aspect d'origine.

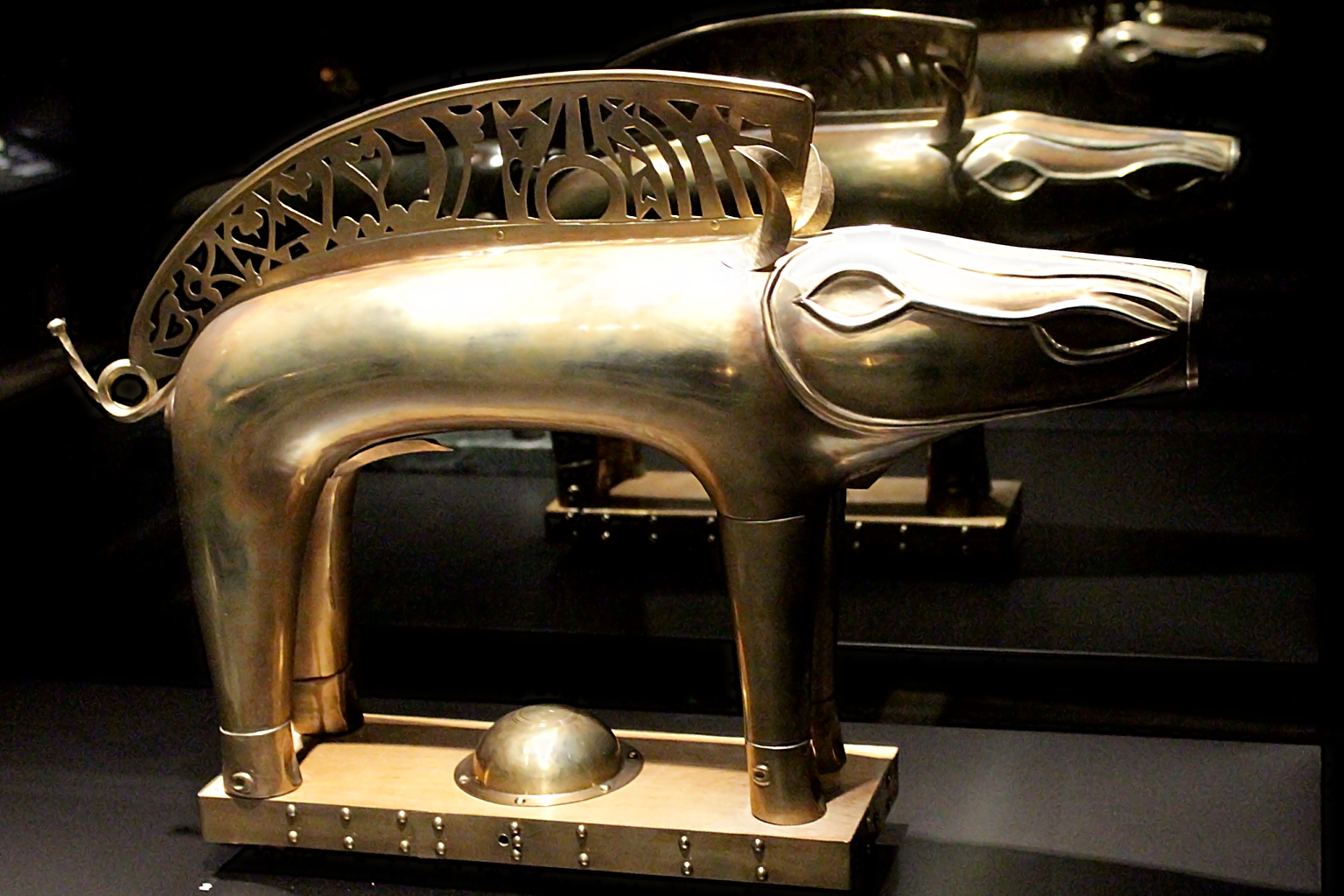
Galvanoplastie du sanglier-enseigne de Soulac. Cité des Sciences et de l'Industrie (Paris), Les Gaulois, une expo renversante, 2012, prêt du Musée de Bibracte.
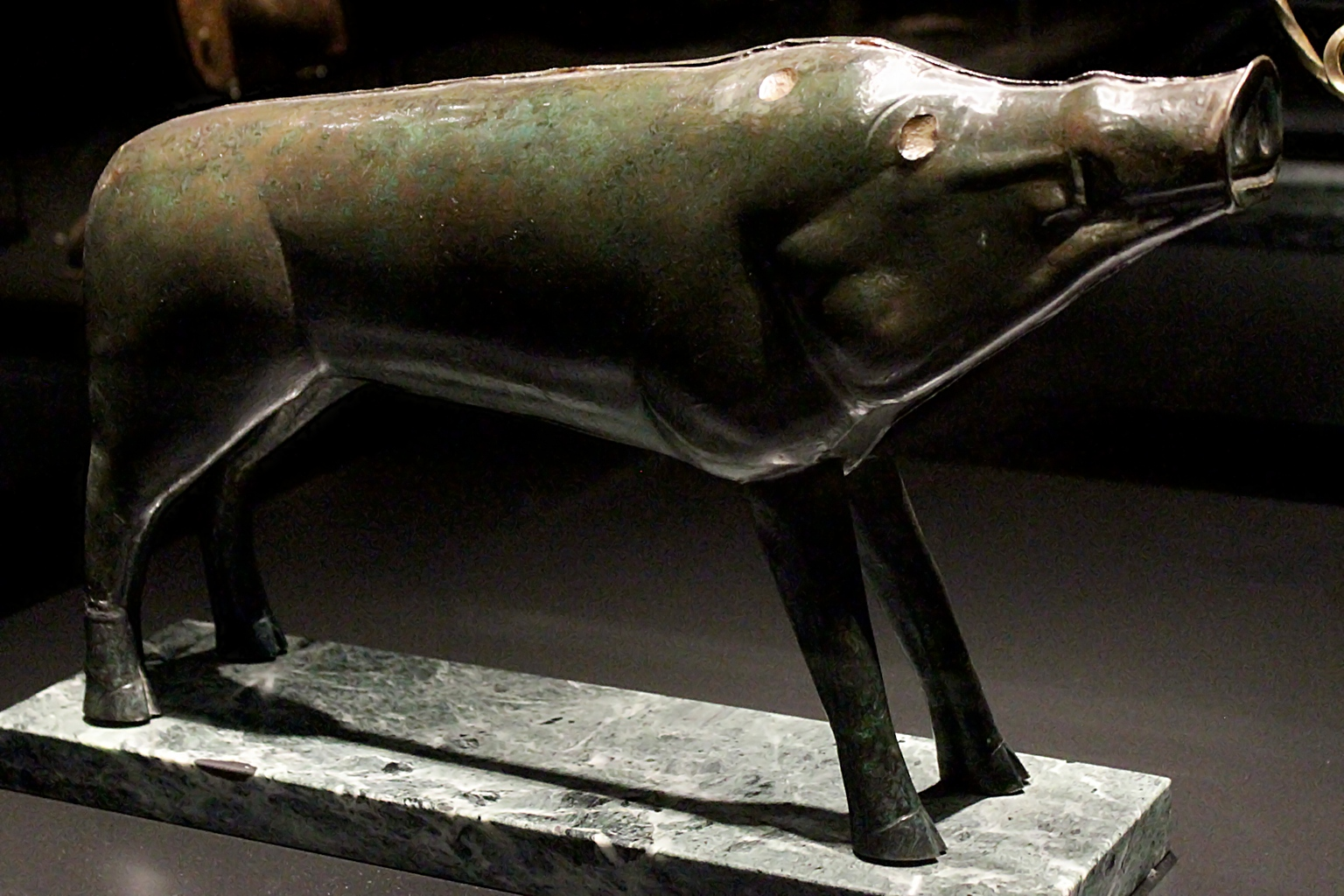
Sanglier-enseigne gaulois trouvé dans le Trésor de Neuvy-en-Sullias. Cité des Sciences et de l'Industrie (Paris), Les Gaulois, une expo renversante, 2012, prêt du Musée historique et archéologique de l'Orléanais.

## Illustration
Popularisé par les albums d'Astérix le Gaulois, les enseignes zoomorphes peuvent être considérées comme les prototypes des premiers emblèmes nationaux français. Le sanglier, animal courageux et féroce était fréquemment utilisé comme symbole guerrier par les Gaulois.
Un timbre à l'effigie du sanglier de Soulac a été émis le 4 juin 2007 par le Service Philatélique de la Poste.